# Noura e Palheiros
Noura e Palheiros (llamada oficialmente União das Freguesias de Noura e Palheiros) es una freguesia portuguesa del municipio de Murça, distrito de Vila Real.

## Historia
Fue creada el 28 de enero de 2013 en aplicación de una resolución de la Asamblea de la República de Portugal promulgada el 16 de enero de 2013 con la unión de las freguesias de Noura y Palheiros, pasando su sede a estar situada en la antigua freguesia de Noura.

## Demografía
| Gráfica de evolución demográfica de Noura e Palheiros entre 2011 y 2021 |
|                                                                         |
| Datos según el nomenclátor publicado por el INE portugués.              |